# ミヤマトウキ
ミヤマトウキ（深山当帰、学名：Angelica acutiloba subsp. iwatensis ）はセリ科シシウド属の多年草。栽培もされるトウキを基本種とする高山型亜種。別名、イワテトウキ、ナンブトウキともいう。高山植物。

## 特徴
茎は枝を広げ、高さは20～50cmになる。葉柄全体が鞘状に膨らみ基部は茎を抱く。葉は表面に光沢があり、2-3回3出複葉で、小葉は2～3裂し裂片の先端はとがり、縁には重鋸歯がある。基本種のトウキに比べて小葉や裂片が広い。
花期は7-8月。茎頂か、分枝した先端に径10cmの複散形花序をつける。花は径3mmの白色の5弁花。花序の下にある総苞片は普通無いが、あっても1個、小花序の下にある小総苞片は線形で数個ある。果実は長さ4-6mmで楕円形で、分果の背隆条は脈状、側隆条は翼状になり、油管は表面側の各背溝下に3-6個、分果が接しあう合生面に8-10個ある。

## 分布と生育環境
日本固有種。北海道南西部、本州中部地方以北に分布し、亜高山帯から高山帯の岩礫地や渓流沿いの岩上などに生育する。

## シノニム
- Angelica acutiloba (Siebold et Zucc.) Kitag. var. iwatensis (Kitag.) Hikino
- Angelica iwatensis Kitag.

## ギャラリー
- 根出葉
- 若い果序